# Ohel

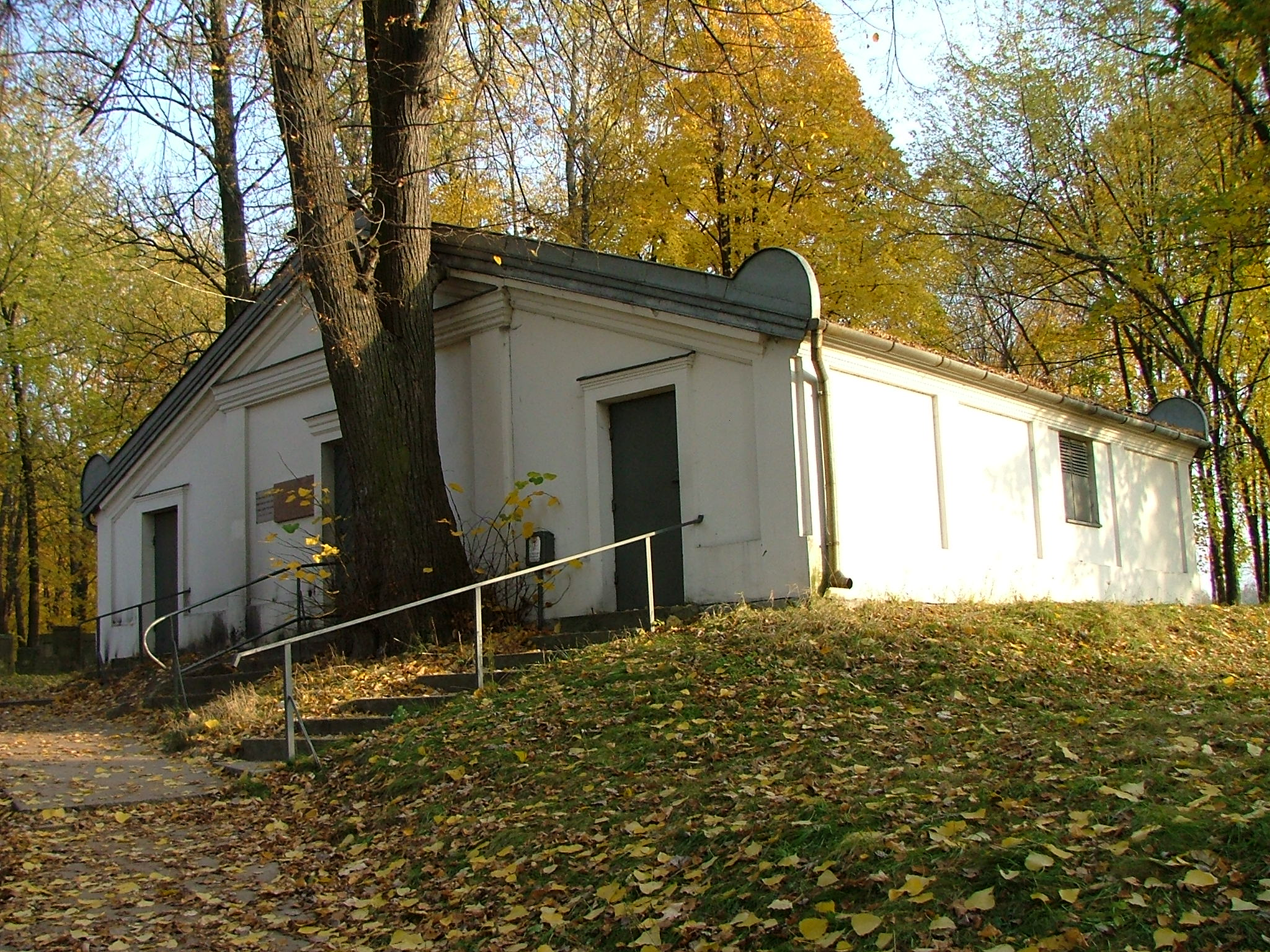
Ohel cadyka Elimelecha znajdujący się na cmentarzu żydowskim w Leżajsku

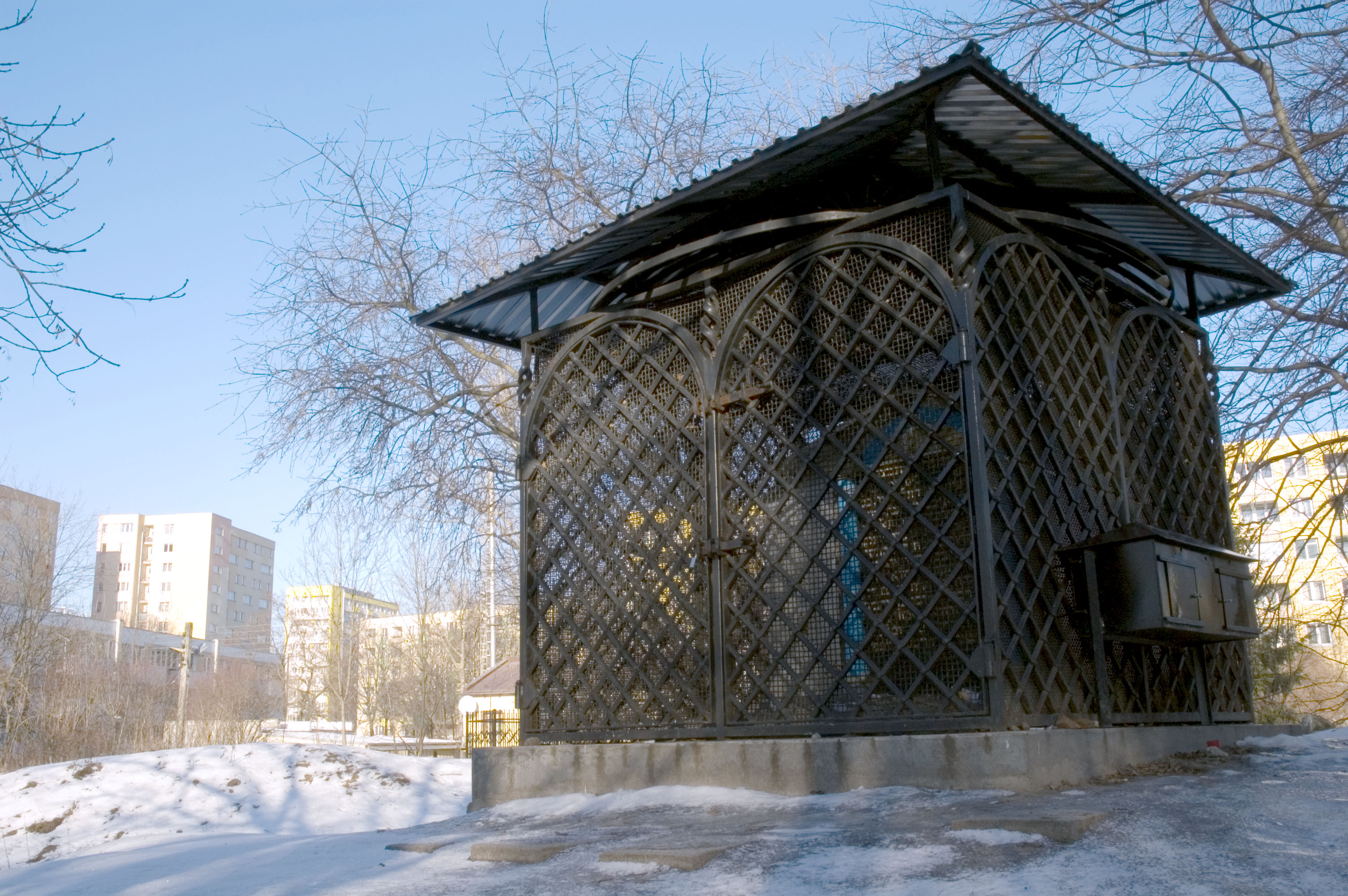
Ohel Widzącego z Lublina na starym cmentarzu żydowskim na Kalinowszczyźnie w Lublinie.

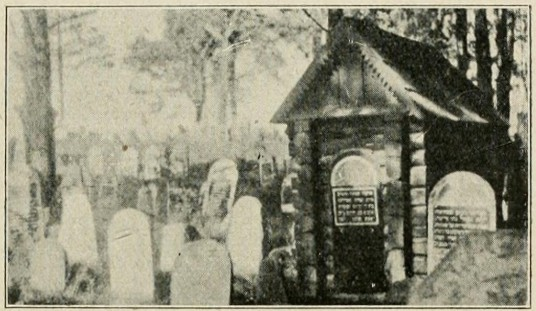
Drewniany ohel w Horodyszczach – obecna Białoruś

Ohel (hebr. אֹהֶל namiot) – niewielki żydowski grobowiec murowany lub drewniany, najczęściej kształtu prostopadłościanu, zwykle z drzwiami, a czasem również okienkami, o dachu półkolistym lub dwuspadowym. Pierwotnie ohele ograniczały się do wspartego na czterech filarach daszku ustawionego nad nagrobkiem. Ohele wznosi się nad grobami wybitnych rabinów lub cadyków oraz ich męskich potomków. 
Wewnątrz ohelu zwykle znajduje się nagrobek, lecz nie jest to regułą. W przypadku braku macewy tablice epitafijne mocuje się na wewnętrznych ścianach, zaś samo miejsce pochówku ogradza się metalową kratą lub niewielkim murkiem. Najczęściej ohele nie mają jakichkolwiek zdobień.
Funkcją ohelu było zabezpieczenie grobu i zapewnienie osobom modlącym się w jego wnętrzu ochrony przed niekorzystnymi warunkami atmosferycznymi. 
W Polsce największe skupisko oheli i ich ruin znajduje się na cmentarzu żydowskim na Woli w Warszawie, gdzie jest ich kilkadziesiąt. Poza tym ocalałe lub odbudowane ohele w Polsce można również znaleźć na cmentarzach w Aleksandrowie Łódzkim, Bobowej, Chrzanowie, Dynowie, Górze Kalwarii, Kocku, Kozienicach, Lelowie, Leżajsku, Lublinie, Łodzi, Nowym Sączu, Oświęcimiu, Parysowie, Rymanowie, Sieniawie, Strzyżowie, Szydłowcu, Tarnowie, Nowym Wiśniczu czy Warce lub Wrocławiu.
Miejsca pochówku, nad którymi wzniesiono ohele, bywają celem pielgrzymek chasydów.
W listopadzie 2006 roku, w miejscu, w którym powstać miało docelowo Muzeum Historii Żydów Polskich POLIN, zbudowano ohel w formie błękitnego, otwartego namiotu, nawiązującego kształtem do ścian krzywoliniowych głównego holu w projekcie budynku Muzeum. Ohel pełnił rolę „punktu informacyjnego”, za pomocą którego Muzeum zaczęło komunikować swoją misję mieszkańcom Warszawy i Polski.